# پته

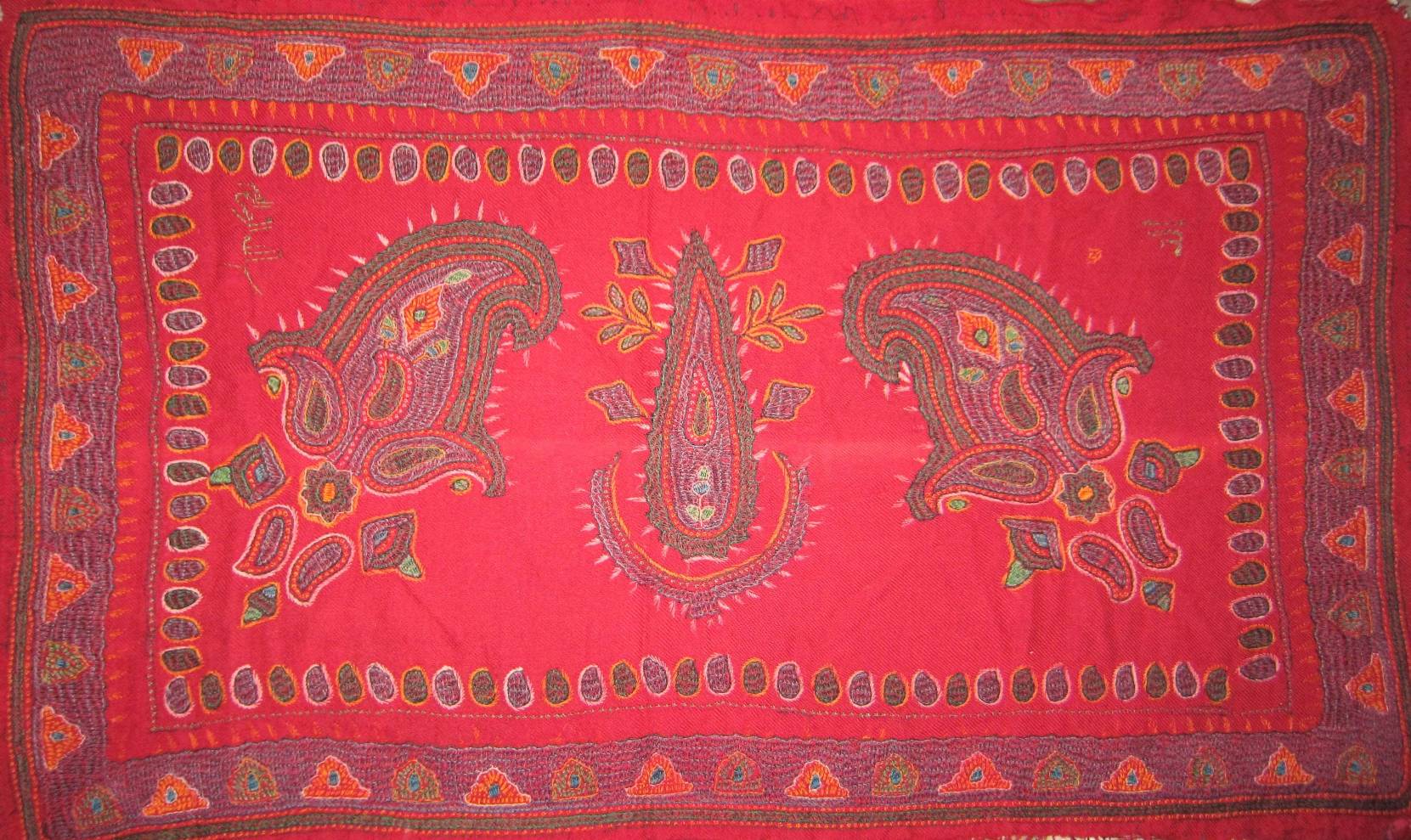
پته کرمان

پَته (یا پَته‌دوزی) نوعی از رودوزی‌های کرمان است. پارچه زمینه پته پارچه‌ای ضخیم و پشمی است که عریض نامیده می‌شود. هنرمندان پته دوز که اکثراً نیز از زنان و دختران خانه‌دار هستند، با کمک سوزن نقوشی ذهنی را که ملهم از پندارها و بینش‌های شخصی شان است، به وسیلهٔ بخیه‌های نخی رنگین بر زمینهٔ پارچهٔ پشمی ضخیمی (عریض) می‌نشانند. میان هنر پَته و قالی بافی ارتباط بسیار نزدیکی وجود دارد. این ارتباط بیشتر به خاطر طرح‌ها و نقش‌ها و رنگ‌های مورد استفاده در هر دو هنر است. در تقسیم بندی معاونت گردشگری وزارت میراث فرهنگی، گردشگری و صنایع دستی، هنر پَته دوزی در میان ۴۰ رشته از رودوزی های سنتی ایران جای گرفته است. امروزه پته دوزی بیشتر و عمدتا در رفسنجان، کرمان و سیرجان انجام می‌شود.

## وجه تسمیه
واژهٔ پتّه، برگرفته از ریشهٔ پُت (pot)، به معنای پشم و کُرک است. فرهنگ معین واژهٔ پت را چنین تعریف می‌کند:
«پشم نرمی که از بُن موی بز روید و آن را به شانه برآرند و از آن شال بافند.»
در لغتنامه دهخدا نیز دربارهٔ واژهٔ پت، به جملات زیر برمی‌خوریم:
«پشم بز، پشم زیر موی بز،... پشم نرمی که از بُن موی بز به شانه برآورند و از آن شال و کلاه و نمد و کپنک و امثال آن کنند.»
کرمانی‌ها پته را با نوعی تشدید روی حرف “ت” تلفظ می‌کنند.

## تعریف
جمشید سروشیان در کتاب فرهنگ بهدینان (دائرةالمعارف زرتشتیان)، پته را چنین تعریف می‌کند:
نوعی گل و بته که با دست بر روی شالهای کرکی می‌دوزند.
پته را نوعی سوزن دوزی ایرانی تعریف کرده‌اند که از دوخت ریس‌های پشمی رنگین، بر روی عریض یا شال، در طرح‌های زیبایی چون: بوته، سرو، ترنج و… پدید می‌آید. نمای پته، منظره‌ای بدیع از گل و بوته‌های رنگین را به نمایش می‌گذارد و از آنجا که پدیدآورندگان این نما، به‌طور معمول زنان و دختران کرمانی بوده‌اند، آن را نمادی از هزاران درد و رنج و گاه شادی و شعفی دانسته‌اند که در ذهن این زنان و دختران منقوش بوده و از اثر نگاه‌های خستهٔ آنان که هر صبح تا شام، در پی سوزن، از نقطه‌ای به نقطهٔ دیگر حرکت کرده، خلق شده‌است.

## پته دوزی
یکی از رودوزی‌های زیبای ایران پته دوزی است و هنری است که اختصاص به زنان خوش ذوق در استان کرمان دارد و زیبایی خیره‌کننده و چشم‌نوازی دارد.
این رودوزی زیبا را بر روی پارچه‌های پشمی یک رنگ که عریض نامیده می‌شود می‌دوزند نخ‌هایی که بکار می‌رود نخ‌هایی از جنس پشمی هستند و این نخ‌ها ظریف و رنگارنگ هستند و معمولاً به رنگ‌های عنابی، مشکی، سبز، زرد، نارنجی، قرمز و آبی سفید استفاده می‌شوند، طرح‌های مختلف اعم از انواع بته جقه یا طرح‌های هندسی را استفاده می‌کنند.

## مصارف پته دوزی
- رومیزی
- سجاده
- جلد قرآن
- جانماز
- پرده
- کوسن
- زیر لیوانی
- تابلوی پته
- قندان
- شکلات‌خوری

یکی از قدیمی‌ترین نمونه‌های پته دوزی که به‌دست آمده نمونه‌ای است که به عنوان روکش بر روی قبر شاه نعمت اله ولی در ماهان کرمان است که یکی از زیباترین و ظریف‌ترین نمونه از پته دوزی به حساب می‌آید در مورد این نمونه باید اشاره به رنگ پارچه بشود که کرم رنگ است و با نخ‌های پشمی الوان بر رویش بته جقه‌های مختلفی دوخته شده‌است.

## نامهای دیگر
- فطه دوزی
- سلسه دوزی
- پته دوزی

## تعریف کلی
به‌طور کلی پته دوزی به نوعی دوخت گفته می‌شود که همهٔ زمینه اش و گاهی قسمت‌های بیشتری از آن را با نخ‌های پشمییا کرکی الوان یانخ ابریشمی و خیلی کم نخ گلابتوندوخته می‌شود.
پته دوزی هم‌اکنون درکرمان و زرند و رفسنجان و سیرجان رواج دارد و رایج است.

## تاریخچه پته دوزی
متأسفانه تاریخ دقیقی از پیدایش این هنر زیبا در دست نیست زیرا در برابر عوامل جوی آسیب‌پذیر بوده اما درسفر نامهٔ شاردن بهدوره صفوی در کرمان اشاره شده‌است که کاربردهای مختلفی داشته‌است.
در کتاب‌های گوناگون هنری قدیمی‌ترین نمونه از پته دوزی در دنیا را متعلق به سال ۱۲۸۵هجری قمری دانسته‌اند.
در مورد این نمونه قدیمی باید اشاره کرد که به صورت سوزنی بوده و همهٔ زمینه اش با گل‌های ریز افشان به صورت محرمات و جناغی کج با استفاده از نخهای ابریشمی رنگین و روی پارچه‌ای از جنس پشم کرم رنگ انجام شده‌است و متعلق به سدهٔ ۱۲ هجری قمری است دورش با پتک دوزی و حاشیه اش به صورت پته دوزی و با نقش بته جقه‌ای قهر و آشتی می‌باشد.
یک نمونه دیگر که از نظر تاریخی بر روانداز قبر شاه نعمت اله ولی تقدم دارد بقچهٔ پته دوزی و سلسله دوزی فرج اله کرمانی می‌باشد و تاریخ آن به سال ۱۲۸۰هجری قمری اشاره دارد.

## نقوش پته دوزی
درپته دوزی این رودوزی زیبا و ظریف از نقش‌ها و طرح‌های کهن ایران زمین شامل بته جقه یا درخت زندگی استفاده می‌شود.

## تعابیر گوناگون از پته
تعابیر گوناگونی به دست آمده و اختلاف نظر ها بعضی پته را نشانهٔ رمزگونه به معنی شعله آتش آتشکده‌های زردشتی می‌دانند گروهی آن را مثل بادام یا الهام از گلابی برشمردن و آخرین نظریه آن را تجسم شیوهٔ یافته گیاهی هندی که از هند نمونه پته اش به‌دست آمده تعبیر کرده‌اند.

## مواد و مصالح پته
مواد تشکیل دهنده پته شامل عریض (پارچه زمینه) و ریس (نخ‌های رنگین) می‌باشند.

### عریض
که در گذشته از آن برای دوخت دامن، کت و پالتو نیز استفاده بعمل می‌آمد پارچه‌ای دستباف است که به وسیلهٔ دستگاه‌های بافندگی چوبی تولید می‌شد؛ ولی در سال‌های اخیر دستگاه‌های چوبی جای خود را به دستگاه‌های تک فاز برقی دادند و پس از آن نیز تدریجا بافته‌های کارخانه یی جانشینی عریض‌های دستباف شده و هم‌اکنون پته‌های استان کرمان‌را بیشتر اینگونه پارچه‌های کارخانه یی تشکیل می‌دهد.

### ریس
که معمولاً در رنگ‌های عنابی، مشکی، سبز روشن، سبز تیره، زرد، نارنجی، قرمز، آبی‌تیره، سبز ماشی، لاکی و… مورد استفادهٔ پته دوزان قرار می‌گیرد نوعی نخ پشمی‌ دستریس یا ریسیده شده به وسیلهٔ ماشین است که میزان مصرف آن به نسبت نوع نقش و ضخامت یا نازکی نخ مورد مصرف متفاوت می‌باشد؛ ولی بط‌ور متوسط رودوزی هر متر پته به‌حدود ۳۷۵ تا ۴۰۰ گرم نخ احتیاج دارد.

## طرز تهیه پته
برای تهیهٔ یک قطعهٔ پته دوزی شده ابتدا عریض را به ابعاد لازم بریده و سپس آن را به دست طراح می‌سپارند و شیوهٔ کار نیز به این صورت است که زنان پته دوز خود مستقیما بط‌راح مراجعه نمی‌کنند و فروشندگان مواد اولیهٔ پته معمولاً مقدار زیادی عریض بریده و طراحی شده در اختیار دارند که به صورت آماده به سوندوزان می‌فروشند.
در مرحله طراحی، ابتدا طرح روی کاغذ کالک ترسیم می‌شود و پس از آن خط‌وط طرح را به ط‌ور متناسب با سوزن سوراخ کرده و سپس بر روی عریض مورد نظ‌ر منطبق می‌سازند و روی آن‌پود در گچ یا خاکهٔ زغال می‌ریزند و این عمل را گرته زنی می‌نامند (برای پارچه‌های تیره از خاک گچ و برای پارچه‌های روشن از خاک زغال استفاده می‌شود) سپس نقاط مشخص شده را با قلم و مرکب چین روی پارچه مشخص می‌سازند. پس از طراحی، انتخاب نخ و رنگ مط‌رح‌ است. رنگ‌های روشن ظرف سال‌های اخیر به پته دوزی راه یافته و رنگ‌های اصیل اغلب تیره‌است.
از آنجا که طرح‌های پته نه شلوغ است و نه هندسی رنگ‌های روشن چندان جاذبه یی به محصول نمی‌دهد و تیره بودن رنگ‌ها ارتباط نقوش را منطقی تر و قابل قبولتر می‌سازد.
پس از انتخاب و تهیهٔ نخ، پته دوز ابتدا جای خط‌وط اصلی را سوزن می‌زند.
این مرحله به دلیل آنکه نقوش به‌طور خطی دوخته می‌شود. به مرحله ساق دوزی معروف است. سپس داخل نقوش و متن با اسلوب خاصی سوزن دوزی و پر می‌شود؛ که این قسمت را اصطلاحاً آب دوزی یا متن دوزی می‌گویند. مرحلهٔ سوم که یکی از مهم‌ترین مراحل پته‌دوزی می‌باشد مرحله برگ دوزی و سایه زدن با نخ پیرامون گل‌ها و نقش‌ها است. برگ دوزی معمولاً در اطراف حاشیه و به صورت زیگزاک انجام می‌شود و آن را پتک دوزی نیز می‌نامند (پتک در زبان محلی به معنی جوانه‌است).
پس از اتمام دوخت پته را شسته و با کمک دستگاه مخصوصی بنام نورد اتو زده و آماده ی‌فروش می‌کنند.
یکی از معروفترین پته‌ها، روپوش مقبره شاه نعمت‌الله ولی در ماهان کرمان است که یکی از پرکارترین پته‌های تولید شده در ایران بوده و بیش از یک قرن از عمر آن می‌گذرد.
معروفترین نقوش پته، طرح پته‌ای یا درخت زندگی است که به نام‌های متعدد در پته به کارگرفته می‌شود، مانند پته میری، پته ترمه‌ای، پته جقه‌ای، پته بادامی، پته سربندی، پته افشاری، پته کردستانی و غیره. از دیگر طرح‌های پته دوزی، پیچک ترنج، سروچه، نقوش حیوانی به‌خصوص پرندگان و لچک ترنجی را می‌توان نام برد.
در حال حاضر پته دوزی بر روی سجاده، جا قرآنی، پرده، رویه، زیر لیوانی، رومیزی، سوزنی، بقچه و… انجام می‌شود.
یکی از جدیدترین محصولات کاربردی پته، جعبه چوبی پته می‌باشد  که توسط گروه هنری لنا طراحی شده‌است. این هم نشینی چوب و پته، ترکیب چشم‌نوازی را رقم زده است.

## پته دوزی رودوزی است یا سوزن دوزی
رودوزی (Embroidery) به هنری می‌گویند که بر روی پارچه یا داخل پارچه انجام می‌شود. قلاب دوزی، گلابتون دوزی، پته دوزی و انواع سوزن دوزی‌ها مثل تفرش دوزی، درویش دوزی، بلوچ دوزی و ممقان دوزی را می‌توان جزو رودوزی‌های سنتی ایران تقسیم‌بندی کرد. این هنرها تماما بر روی پارچه انجام می‌شود. هنرهایی مانند سُکمه دوزی نیز جزو رودوزی هایی هستند که در داخل پارچه انجام می‌شود. البته به الحاق برخی مواد مانند سرمه بر روی پارچه نیز رودوزی می‌گویند. به این دست رودوزی‌های، رودوزی های الحاقی می‌گویند. از این رودوزی ها می‌توان به سرمه دوزی، سکه دوزی، چهل تکه دوزی و منجق دوزی اشاره کرد. بنابراین پَته دوزی، سوزن دوزی نیست، بلکه نوعی رودوزی است. به عبارت دیگر سوزن دوزی خود شامل سه نوع دوخت است: بلوچ دوزی، تفرش دوزی و ممقان دوزی. به بقیه دوخت ها، رودوزی می‌گویند. 